# NGC 1605
NGC 1605 is een open sterrenhoop in het sterrenbeeld Perseus. Het hemelobject werd op 11 december 1786 ontdekt door de Duits-Britse astronoom William Herschel.

## Synoniemen
- OCL 406